# Condezaygues

Condezaygues este o comună în departamentul Lot-et-Garonne din sud-vestul Franței. În 2009 avea o populație de 867 de locuitori.

## Evoluția populației
| An        | 1975 | 1982 | 1990 | 1999 | 2006 | 2009 |
| --------- | ---- | ---- | ---- | ---- | ---- | ---- |
| Populație | 731  | 858  | 869  | 837  | 870  | 867  |